# Assur-bel-kala
Assur-bel-kala (fl. XI secolo a.C.) fu re degli Assiri dal 1073 al 1056 a.C. Era figlio di Tiglath-Pileser I ma succedette a suo fratello Asharid-apal-Ekur, che regnò per due soli anni. Gli succedette il figlio Eriba-Adad II.